# Bob aggiustatutto
Bob aggiustatutto (Bob the Builder) è una serie televisiva animata britannica prodotta da Hot Animation, HiT Entertainment e Keith Chapman. Ne è stato anche creato un film, intitolato Bob aggiustatutto - Una giornata da ricordare.
La prima serie è realizzata in stop motion; dalla seconda serie viene utilizzata la tecnica CGI. In Italia è stato trasmesso prima su RaiTre per i primi 55 episodi, poi saltuariamente su Rai Yoyo e su Cartoonito in cui sono andati in onda 248 dei 250 episodi trasmessi.

## Trama
Il protagonista Bob è un costruttore edile e le vicende di ogni puntata si snodano attorno alla realizzazione di un edificio o di un'altra struttura nella Valle dei Girasoli - immaginaria località in cui si svolgono le vicende, presumibilmente situata in Inghilterra (in Cumbria) o in Scozia - e alle questioni personali delle varie macchine da lavoro, le quali parlano e interagiscono con gli esseri umani.

### Personaggi principali
- Robert "Bob": è il capo dell'impresa.
- Wendy: è collaboratrice di Bob.
- Gru o Lofty: è una gru codarda. È di colore blu.
- Scoop: è il "capo" degli attrezzi di lavoro. È di colore giallo ed è una terna.
- Trottola: è una betoniera che mescola il cemento e ama ascoltare musica con le cuffie. È di colore arancione.
- Packer: è un trattore stradale a 2 assi che porta gli oggetti che servono nelle costruzioni. È di colore rosso, di solito ha un semirimorchio, ma gli vengono agganciati vari semirimorchi in funzione a cosa deve trasportare.
- Sumsy: è un muletto, come Packer aiuta a portare gli oggetti. È di colore cremisi e nero.
- Benny: è un piccolo sollevatore telescopico cingolato, con di solito una benna a pinza. È di colore rosa e nero.
- Muck: è un dumper cingolato con benna anteriore per l'auto-carico, che non vuole essere mai aiutato nei suoi lavori. È di colore rosso.
- Rullo: è uno schiacciasassi, ama molto il rock che lui chiama rock-and-rullo. È di colore verde.
- Scratch: è un piccolo sollevatore telescopico cingolato, con di solito una benna a pinza. È di colore azzurro.
- Bird: è un uccello che si addormenta o si poggia sempre su Rullo. È di colore oro.
- Spud: è lo spaventapasseri della fattoria del sig. Pickles. Combina sempre molti guai.
- Scrambler: è il motorino (di tipo quad) di Spud, certe volte trasloca le cose che servono a Bob. È di colore indaco, talvolta ha un cruscotto.
- Sig. Pickles: è un fattore.
- Scrufty: è il cane del Sig. Pickles. È il migliore amico di Alice. È di colore giallo.
- Travis: è il trattore del Sig. Pickles e amico di Spud.
- Alice: è la gatta che vive nell'officina di Bob. È molto pigra.
- Signor Bentley: è un fiorista che abita insieme con la Signora Bentley.
- Rubble: è un mezzo d'opera (un camion da cantiere), il più grande di tutti dopo Trottola. È di colore oro e appare nella serie Bob Aggiustatutto - Lavori in corso!.
- Due Ton: un camion blu scuro che appare nel reboot.

### Personaggi secondari

#### Umani
- Annie: è la sorella del Sig. Pickles.
- Dorothy: è la madre di Bob.
- Roberty: è il padre di Bob.
- Signor Beasley: è un residente di Bobsville.
- Signor Bernard Bentley: è il sindaco della Valle dei girasoli.
- Signor Dixion: è un postino, fratello di un famoso portiere di calcio.
- Signora Bentley: è la moglie del Sig. Bentley.
- Signora Broadbent: è una residente di Bobsville.

#### Macchine
- Bristle: è uno spazzino che aiuta gli altri e fa spesso i lavori in anticipo. È di colore blu e grigio.
- Dodger: è un pick-up. È di colore blu e bianco.
- Flex: è un camion sollevatore molto famoso. È di colore giallo limone.
- Grabber e Gripper: sono rispettivamente una ruspa verde e rossa e una gru rossa e verde. Sono due fratelli gemelli che riciclano gli oggetti e nella versione britannica parlano con un accento scozzese, mentre in quella americana con uno del Texas.
- Jackaroo: è un camioncino dalla forma simile ad autocarro della Ford del 1930. È di colore blu.
- R.Vee: è un camion di lavoro che appartiene a Roberty. È di colore azzurro e arancione.
- Scoot: è una motoslitta di proprietà di Tom. È di colore giallo e nero.
- Skip: è uno skip-vettore che appartiene a JJ. È di colore giallo.
- Splasher: è una macchina che cammina sull'acqua, vorrebbe fare i lavori importanti di Scoop. È di colore giallo.
- Trix: è il gemello di Sumsy e appartiene a JJ. È di colore viola.
- Tumbler: è un'auto-betoniera grande. È di colore arancione e verde.
- Zoomer: è una motoslitta come Scoot. È di colore viola.

## Doppiaggio
| Personaggi       | Doppiatori originali | Doppiatori italiani                                                                                     |
| ---------------- | -------------------- | --- |
| Bob              | Neil Morrissey       | Luca Ward (1ª voce) Francesco Prando (2ª voce) Stefano Crescentini (3ª voce)                            |
| Wendy            | Kate Harbour         | Laura Boccanera (1ª voce) Maria Letizia Scifoni (2ª voce)                                               |
| Gru              | Neil Morrissey       | Mauro Gravina (1ª voce) Fabrizio Vidale (2ª voce)                                                       |
| Scoop            | Rob Rackstraw        | Fabrizio Vidale (1ª voce) Massimo Bitossi (2ª voce) Mirko Mazzanti (3ª voce) Daniele Giuliani (4ª voce) |
| Trottola         | Kate Harbour         | Laura Latini (1ª voce) Laura Lenghi (2ª voce) Monica Ward (3ª voce)                                     |
| Packer           | Rob Rackstraw        | Paolo Marchese                                                                                          |
| Roberty          | Richard Briers       | Luigi La Monica                                                                                         |
| Sumsy            | Kate Harbour         | Emanuela D'Emasio                                                                                       |
| Benny            | Emma Tate            | Maura Cenciarelli                                                                                       |
| Muck             | Rob Rackstraw        | Mino Caprio (1ª voce) Carlo Scipioni (2ª voce) Roberto Draghetti (3ª voce)                              |
| Rullo            | Neil Morrissey       | Roberto Stocchi                                                                                         |
| Scratch          | Kate Harbour         | Federico Bebi                                                                                           |
| Leo              |                      | Alessandro Campaiola                                                                                    |
| Bird             | Kate Harbour         | Edoardo Nordio                                                                                          |
| Spud             | Rob Rackstraw        | Luca Ward (1ª voce) Luigi Ferraro (2ª voce)                                                             |
| Scrambler        | Rupert Degas         | Dodo Versino                                                                                            |
| Sig. Fothergil   | Neil Morrissey       | Luca Ward                                                                                               |
| Sig. Beasley     | Rob Rackstraw        | Luca Ward (1ª voce) Roberto Certomà (2ª voce)                                                           |
| Sig. Pickles     | Neil Morrissey       | Luigi La Monica                                                                                         |
| Flex             |                      | Giovanni Baldini                                                                                        |
| Scrufty          |                      | |
| Travis           | Rob Rackstraw        | Paolo Buglioni                                                                                          |
| Alice            |                      | |
| Sig. Bentley     | Rob Rackstraw        | Luca Ward (1ª voce) Luigi La Monica (2ª voce)                                                           |
| Rubble           | Rupert Degas         | |
| Sig. Dixion      | Rob Rackstraw        | Luca Ward                                                                                               |
| Tumbler          | Neil Morrissey       | Stefano Mondini                                                                                         |
| Due Ton          | Terry Mynott         | Saverio Indrio                                                                                          |
| Dodger           | Rob Rackstraw        | Oliviero Dinelli                                                                                        |
| Sindaco Madison  |                      | Giuppy Izzo                                                                                             |
| Signora Perceval | Kate Harbour         | |
| Sig. Elvis       | Rob Rackstraw        | Luca Ward                                                                                               |

## Sigla
La sigla italiana di Rai Tre, Rai Gulp, Rai Yoyo e di JimJam è cantata da Mirko Albanese.

## Episodi
Questi episodi sono stati trasmessi da Rai Tre, JimJam, Rai Gulp, Cartoonito, Rai Yoyo e DeA Junior.

### Bob aggiustatutto(1999)
Stagione 1
1. Alice nei pasticci (Pilchard in a Pickle)
2. Lo spavento di Muck (Muck Gets Stuck)
3. Il salvataggio di Alice (Scoop Saves the Day)
4. La gara di ballo (Buffalo Bob)
5. Una giornata impegnativa (Wendy Busy Day)
6. Salvate i porcospini (Bob Saves the Hedgehogs)
7. Bob musicista (Bob's Bugle)
8. Il compleanno di Bob (Bob's Birthday)
9. Travis vernicia la città (Travis Paints the Town)
10. Gara di velocità (Travis and Scoop's Race Day)
11. Una brutta indigestione (Naughty Spud)
12. Il terrificante Spud (Scary Spud)
13. Arriva il Temporale (Bob's Barnraising)

Stagione 2
1. Rullo Schiacciatutto (Runaway Roley)
2. Una sorpresa per Wendy (Bob's Big Surprise)
3. Spud aggiustatutto (Spud the Spanner)
4. Buon Natale Bob! (Bob's White Christmas)
5. L'impresa di Gru (Lofty to the Rescue)
6. Una sentinella distratta (Dizzy's Birdwatch)
7. Il talento di Wendy (Wallpaper Wendy)
8. Trottola e le statue (Dizzy's Statues)
9. Il servizio da tè (Tea Set Travis)
10. Un cortile perfetto (Wendy's Big Match)
11. La torre dell'orologio (Clocktower Bob)
12. Il campo da tennis (Wendy's Tennis Court)
13. Alice va a pesca (Pilchard Goes Fishing)

Stagione 3
1. Stivali… parlanti (Bob's Boots)
2. Il melmoso Muck (Mucky Muck)
3. Una riposo faticoso (Bob's Day Off)
4. Gru e la calamita (Magnetic Lofty)
5. La tartaruga smarrita (Roley's tortoise)
6. Un fattorino pasticcione (Special delivery Spud)
7. La colazione di Alice (Pilchard's Breakfast)
8. Scoop il capo (Scoop's in Charge)
9. Una notte inquieta (Muck's Sleepover)
10. Un'idea pericolosa (Trailer Travis)
11. Spud e il corvo (Spud and Squawk)
12. Chi la fa l'aspetti (Scoop Has Some Fun)
13. Una trovata geniale (Dizzy's Crazy Paving)

Stagione 4
1. Scoop e il dinosauro (Scoop's Stegosaurus)
2. Febbre da fieno (Sneezing Scoop)
3. Ninna nanna porcospino (Roley's Animal Rescue)
4. Aiutanti perfetti (Scarecrow Dizzy)
5. Il mulino a vento (One Shot Wendy)
6. Un lavoro per Spud (Spud Lends a Hand)
7. Musica nell'aria (Bob and the Bandstand)
8. Un carico ingombrante (Farmer Pickles' Pigpen)
9. La corsa di Bob (Bob on the Run)
10. Rullo e la Rockstar (Roley and the Rock Star)
11. Il nodo al fazzoletto (Forget Me Knot Bob)
12. Messaggio per i posteri (Scruffty the Detective)
13. Lo stemma araldico (Watercolour Wendy)

Stagione 5
1. Scruffty Scavatore (Scruffty's Big Dig)
2. Ispettore Spud (Inspector Spud)
3. Il pulcino di Spud (Cock-A-Doodle Spud)
4. Festa a sorpresa (Wendy's Surprise Party)
5. Campione di velocità (Skateboard Spud)
6. Muck e il mostro (Muck's Monster)
7. Spud il drago (Spud the Dragon)
8. Alice in concorso (Pilchard Steals the Show)
9. Il nascondiglio di Bob (Bob's Hide)
10. La zia di Bob (Bob's Aunt)
11. Il Grande Gelo (Bob and the Big Freeze)
12. Rullo "Rock 'n Roll" (Clumsy Roley)
13. Bob il eschimese (Eskimo Bob)

### Bob aggiustatutto - Pronti, partenza, costruiamo!
Stagione 1
1. Un nuovo inizio (Bob's Fresh Start)
2. La tettoia per gru (Lofty's Shelter)
3. Walkie talkie (Dizzy and the Talkie Talkie)
4. Cercasi aggiustatutto (Scoop's Recruit)
5. Passaggio di consegne (Where's Robert?)
6. Benvenuto per Wendy (Wendy's Welcome)
7. Nuovi amici per Rullo (Roley's New Friend)
8. Troppo lavoro per Scoop (Two Scoops)
9. Il ritorno di Benny (Benny's Back!)
10. Una sorpresa per Spud (Spud's Straw Surprise)
11. Passeggiata fuoristrada (Off Road Scrambler)
12. Vi presento Marjorie (Meet Marjorie)
13. La capanna di fango (Muck's Mud Hut)
14. Il progetto di Wendy (Wendy's Party Plan)

Stagione 2
1. Una cuccia per Scrufty (Scrambler in the Dighouse)
2. Un lavoro importante (Benny's Important Job)
3. Spud il montatore (Put It Together Spud)
4. Il raduno di Rullo (Roley's Round Up)
5. Trottola detective (Dizzy the Detective)
6. Doppio lavoro per Travis (Two Jobs Travis)
7. La caverna dei colori (Scrambler and the Colorful Cave)
8. La mietitura di Spud (Spud's Bumper Harvest)
9. Il convoglio di Muck (Muck's Convoy)
10. Giochi per bambini (While Bob's Away, Robert will Play)
11. Tre lavoretti per Bob (Bob's Three Jobs)
12. Scoop guida turistica (Scoop Knows it All)

Stagione 3
1. Trottola e i pipistrelli
2. Gru superstar
3. Il salice di Sumsy
4. A tutta velocità
5. Travis e i frutti tropicali
6. Mastro Scoop
7. Sir Muck
8. Benny spaccatutto
9. Spud e la quercia da sughero
10. Lavoro di squadra
11. Il mostro
12. Tutti a scuola
13. Rullo e il panorama

Stagione 4
1. Assistente Spud
2. Le talpe Rullo
3. La fretta di Spud
4. Alghe, consegna rapida
5. Il grande Spud
6. Rullo spremi-miele
7. Travis e la capretta
8. Muck asciugatutto
9. Benny nella giungla
10. Un incarico per Trottola
11. Il primo giorno di Packer
12. La casa di Bob
13. La casa galleggiante

Stagione 5
1. La grande parata
2. Un bravo pastore
3. Una consegna impegnativa
4. Spud il boscaiolo
5. Una mandria per Muck
6. Rullo il gatto
7. Bob assemblatutto
8. Il furgone del latte
9. Tutti per uno, uno per tutti
10. Lo scivolone di Scoop
11. Il disastro caseario
12. I capanni da spiaggia

Stagione 6
1. La casa di Gru
2. La grande idea di Bob
3. Una tettoia nuova
4. Muck e l'autolavaggio
5. La cometa di Gru
6. Gru il bagnino
7. Spud assistente alla regia
8. Personal trainer
9. Betoniere a confronto
10. Il fantastico Flex
11. Il rimorchio di Packer
12. La miglior squadra del mondo
13. Spud direttore d'albergo
14. Un lungomare perfetto
15. Grandi pulizie

Stagione 7
1. DJ Spud
2. Avventura sulla neve
3. Radio Bob
4. Pattinaggio sul ghiaccio
5. Il silenzioso Scoop
6. Pronto a tutto
7. Un ufficio speciale
8. Gru e il signor banano
9. Il giardino di Rullo
10. Super-Splasher!
11. Aria fresca
12. Fermata Splasher
13. L'ispezione

### Bob aggiustatutto - Lavori in corso!
Stagione 1
1. Sclambler e l'indizio
2. Gru e gli orsacchiotti da salvare
3. Muck e il vecchio muretto della scuola
4. I lavori importanti di Scoop
5. Trottola trova un pirata
6. Rullo e il gabbiano

Stagione 2
1. Gru e il trio delle ruspe
2. Scoop e le montagne russe
3. Rubble e il gabbiano a sorpresa
4. Rullo e il dosso impossibile
5. Il treno dei guai
6. Un dinosauro per Scratch

Stagione 3
1. Trottola la scheggia
2. Il nuovo garage di Travis
3. Scratch e la stanza da sogno
4. Trottola della ribalta
5. Rullo e la volpe
6. Super Scrambler
7. Il rap sul tempo di Rullo
8. Il grande salto di Bob

## Lungometraggi

### Andati in onda su Rai Tre
- Bob Aggiustatutto: Avventura nel Far West
- Bob Aggiustatutto: Corsa per la vittoria
- Bob Aggiustatutto: Bob sotto la neve
- Bob Aggiustatutto: Scrambler alla riscossa
- Bob Aggiustatutto: I cavalieri di Can-A-Lot

### Andati in onda su Cartoonito
- Bob Aggiustatutto: La leggenda del Martello d'Oro
- Bob Aggiustatutto: Il parco di divertimenti dei dinosauri di Fixham